# Vertigo oralis
Vertigo oralis är en snäckart som beskrevs av Sterki 1898. Vertigo oralis ingår i släktet Vertigo och familjen puppsnäckor. Inga underarter finns listade i Catalogue of Life.